# Yevgeni Gorodov
Bản mẫu:Eastern Slavic name
Yevgeni Aleksandrovich Gorodov (tiếng Nga: Евгений Александрович Городов; sinh ngày 13 tháng 12 năm 1985) là một cầu thủ bóng đá người Nga. Anh chơi ở vị trí thủ môn cho FC Akhmat Grozny.

## Thống kê sự nghiệp

### Câu lạc bộ
Tính đến 13 tháng 5 năm 2018
| Câu lạc bộ           | Mùa giải             | Giải vô địch                | Giải vô địch | Giải vô địch | Cúp     | Cúp       | Châu lục | Châu lục  | Tổng cộng | Tổng cộng |
| Câu lạc bộ           | Mùa giải             | Hạng đấu                    | Số trận      | Bàn thắng    | Số trận | Bàn thắng | Số trận  | Bàn thắng | Số trận   | Bàn thắng |
| -------------------- | -------------------- | --------------------------- | ------------ | ------------ | ------- | --------- | -------- | --------- | --------- | --------- |
| FC Dynamo Barnaul    | 2004                 | PFL                         | 1            | 0            | 0       | 0         | –        | –         | 1         | 0         |
| FC Dynamo Barnaul    | 2005                 | PFL                         | 10           | 0            | 2       | 0         | –        | –         | 12        | 0         |
| FC Tom Tomsk         | 2006                 | Giải bóng đá ngoại hạng Nga | 0            | 0            | 1       | 0         | –        | –         | 1         | 0         |
| FC Tom Tomsk         | 2007                 | Giải bóng đá ngoại hạng Nga | 0            | 0            | 0       | 0         | –        | –         | 0         | 0         |
| FC Tom Tomsk         | Tổng cộng            | Tổng cộng                   | 0            | 0            | 1       | 0         | 0        | 0         | 1         | 0         |
| FC Dynamo Barnaul    | 2008                 | FNL                         | 16           | 0            | 0       | 0         | –        | –         | 16        | 0         |
| FC Dynamo Barnaul    | Tổng cộng (2 spells) | Tổng cộng (2 spells)        | 27           | 0            | 2       | 0         | 0        | 0         | 29        | 0         |
| FC Chita             | 2009                 | FNL                         | 24           | 0            | 0       | 0         | –        | –         | 24        | 0         |
| FC Shinnik Yaroslavl | 2010                 | FNL                         | 38           | 0            | 1       | 0         | –        | –         | 39        | 0         |
| FC Krasnodar         | 2011–12              | Giải bóng đá ngoại hạng Nga | 23           | 0            | 3       | 0         | –        | –         | 26        | 0         |
| FC Krasnodar         | 2012–13              | Giải bóng đá ngoại hạng Nga | 0            | 0            | 0       | 0         | –        | –         | 0         | 0         |
| FC Krasnodar         | Tổng cộng            | Tổng cộng                   | 23           | 0            | 3       | 0         | 0        | 0         | 26        | 0         |
| FC Akhmat Grozny     | 2013–14              | Giải bóng đá ngoại hạng Nga | 11           | 0            | 0       | 0         | –        | –         | 11        | 0         |
| FC Akhmat Grozny     | 2014–15              | Giải bóng đá ngoại hạng Nga | 2            | 0            | 1       | 0         | –        | –         | 3         | 0         |
| FC Akhmat Grozny     | 2015–16              | Giải bóng đá ngoại hạng Nga | 22           | 0            | 2       | 0         | –        | –         | 24        | 0         |
| FC Akhmat Grozny     | 2016–17              | Giải bóng đá ngoại hạng Nga | 28           | 0            | 2       | 0         | –        | –         | 30        | 0         |
| FC Akhmat Grozny     | 2017–18              | Giải bóng đá ngoại hạng Nga | 20           | 0            | 1       | 0         | –        | –         | 21        | 0         |
| FC Akhmat Grozny     | Tổng cộng            | Tổng cộng                   | 83           | 0            | 6       | 0         | 0        | 0         | 89        | 0         |
| Tổng cộng sự nghiệp  | Tổng cộng sự nghiệp  | Tổng cộng sự nghiệp         | 195          | 0            | 13      | 0         | 0        | 0         | 208       | 0         |